# Tricalysia capensis
Tricalysia capensis är en måreväxtart som först beskrevs av Carl Daniel Friedrich Meisner och Ferdinand von Hochstetter, och fick sitt nu gällande namn av Sim. Tricalysia capensis ingår i släktet Tricalysia och familjen måreväxter.

## Underarter
Arten delas in i följande underarter:
- T. c. capensis
- T. c. galpinii
- T. c. transvaalensis